# Anaphalis likiangensis
Anaphalis likiangensis là một loài thực vật có hoa trong họ Cúc. Loài này được (Franch.) Y.Ling mô tả khoa học đầu tiên năm 1979.